# NGC 7056
NGC 7056 (również IC 1382, PGC 66641 lub UGC 11734) – galaktyka spiralna z poprzeczką (SBbc), znajdująca się w gwiazdozbiorze Pegaza. Odkrył ją Albert Marth 17 września 1863 roku.